# Serica feisintsiensis
Serica feisintsiensis är en skalbaggsart som beskrevs av Ahrens 2007. Serica feisintsiensis ingår i släktet Serica och familjen Melolonthidae. Inga underarter finns listade i Catalogue of Life.